# Symplocos vernicosa
Symplocos vernicosa är en tvåhjärtbladig växtart som beskrevs av Louis Otho Otto Williams. Symplocos vernicosa ingår i släktet Symplocos och familjen Symplocaceae. Inga underarter finns listade i Catalogue of Life.